# دومينغو غارسيا غارسيا
دومينغو غارسيا غارسيا (28 أبريل 1916 سانتا كروث دي تينيريفه إسبانيا - 12 يناير 2000) هو لاعب كرة قدم إسباني سابق كان يلعب كمهاجم.